# Alexandre François Séraphin Bonnet
Pour les articles homonymes, voir Bonnet.
 Alexandre François Séraphin Bonnet , né le 6 février 1752 à Langres (Haute-Marne), mort après 1812 à Langres (Haute-Marne), est un général français de la Révolution et de l’Empire.

## États de service
Fourrier puis porte étendard au 4e régiment de chevau-légers le 19 juin 1780, il passe quartier-maitre trésorier le 8 juin 1783, et il est réformé avec le régiment de Septimanie le 17 mai 1788.
Le 1er mai 1788, il devient quartier-maitre trésorier du bataillon de chasseurs des Vosges, et le 8 mai il reçoit son brevet de capitaine. Quartier-maitre trésorier au régiment Royal-Champagne cavalerie le 14 décembre 1788, il est nommé sous-lieutenant le 1er avril 1791, lieutenant le 25 janvier 1792, et capitaine le 12 juillet 1792. Il démissionne le 27 avril 1793.
Promu général de brigade le 22 septembre 1793, il est commissaire des guerres à Lunéville le 16 décembre 1795. Sous-inspecteur aux revues en retraite, il est titulaire de la Légion d’honneur.
Il meurt après 1812, à Langres.
Sa fille épousera le fils de Joseph-Claude Drevon

## Sources
- Georges Six, Dictionnaire biographique des généraux & amiraux français de la Révolution et de l'Empire (1792-1814), Paris : Librairie G. Saffroy, 1934, 2 vol., p. 127
- (en) « Generals Who Served in the French Army during the Period 1789 - 1814: Eberle to Exelmans »
- Léon Hennet, Etat militaire de France pour l’année 1793, Siège de la société, Paris, 1903, p. 245.
- Jean Lapaume, La philologie appliquée à l'histoire ; autrement, Origine et valeur des six noms, Auguste Vaton, Paris, 1852, p. 349.